# Izgubljeni (Točak vremena)
U izmišljenom svetu Roberta Džordana, svetu Točka Vremena, Izgubljeni (ili Izabrani, kako oni zahtevaju da budu nazivani) su trinaest najmoćnijih sluga Mračnog. Na kraju Rata Moći, svi su zajedno sa Mračnim zatočeni u Šajol Gulu, kada su Luis Terin Telamon i njegovih Stotinu Sadrugova zapečatili njegov zatvor. Svi su oni bivši Aes Sedai, koji su postali potpuno iskvareni zbog njihove želje za moći i besmrtnošću.
Mnoga imena Izgubljenih potiču iz Jevrejskih, Hrišćanskih i Islamskih mitova i legendi o demonima.

## Muški Izgubljeni
Osam muških Izgubljenih su:
- Aginor, mrtav (ubio ga je Randa al'Tora) uskrsnuo kao Osan'gar, a kasnije ga ponovo ubija Elsa (Prijateljica Mraka) za vreme čišćenja saidina.
- Asmodean, mrtav (ubica nepoznat).
- Baltamel, mrtav (ubio ga je Zeleni Čovek), uskrsnuo kao Aran'gar.
- Be'lal, mrtav (ubila ga je Moiraina).
- Demandred, nepoznato je gde se nalazi.
- Rafhin, mrtav (ubio ga je Rand al'Tor).
- Išamael, mrtav, (ubio ga je Rand al'Tor) uskrsnuo kao Moridin.
- Samael, mrtav (ubio ga je Mašadar). Njegova smrt je potvrđena u intervjuu sa Robertom Džordanom.

## Ženski Izgubljeni
Pet ženskih Izgubljenih su:
- Grendal, trenutno se predstavlja kao Ledi Besen u Arad Domanu.
- Lanfear, poslednji put viđena kako prolazi kroz vrata ter'angreala dok se borila sa Moirainom Sedai, i umrla je na nepoznat način. Uskrsnuta je kao Sindan i od tada je pod kontrolom uma.
- Mesaana, trenutno u Beloj Kuli, rukovodi Crnim Ađahom.
- Mogedijen, pod kontrolom uma je i ona je Moridinova sluškinja/robinja.
- Semirhag, zarobio je Rand al'Tor.

## "Novi" Izgubljeni
Do danas, četvoro Izgubljenih koji su bili ubijeni, uskrsnuti su od strane Mračnog. To su Išamael, Lanfear, Baltamel i Aginor. Njihovi uskrsnuti oblici ne predstavljaju u potpunosti njihov stari identitet. Na primer, Sindan je opisana kao žena srebrne kose i svetlih očiju, dok je Lanfear posedovala tamnu lepotu. Uskrsnuta Sindan, koja je nekada bila Lanfear, nije toliko jaka kao što je bila ranije, iz nepoznatih razloga.
- Išamael - Moridin
- Lanfear - Sindan; njen um kontroliše Moridin.
- Baltamel - Aran'gar
- Aginor - Osan'gar, ponovo ga je ubila Elza (ironično, ona je bila Prijateljica Mraka)